# 九月乃梨子
九月 乃梨子（くがつ のりこ、1964年9月5日 - ）は、日本の漫画家。千葉県千葉市出身。ヤング・レディースジャンルにて、ポップなコメディタッチの作品を執筆していた。

## 概要
水樹和佳のアシスタントを経て、1987年集英社の少女向け漫画誌『ぶ〜け』の「Monotone」にてデビュー。以降、1993年まで同誌を中心に執筆していた。1995年頃より、祥伝社の女性向け雑誌である『FEEL YOUNG』に移籍し、作品を執筆していた。『コーラス』『きみとぼく（ソニー・マガジンズ）』でも読み切り作品を掲載していた。
代表作は、『ぶ〜け』にて6年連載されたマイペースで天真爛漫な短大生（のちにOL）庭子とそのボーイフレンド山本くんとのコメディー「まぬけんぼう庭子の記録『…点点点』」。九月っちゃんの愛称で作品内にて本人もしばしば登場し、担当者との旅行エッセイ記録漫画も多数収録されている。

## 作品リスト

### 単行本リスト
- まぬけんぼう庭子の記録「…点点点」（ぶ〜け、集英社）全10巻
  1. ISBN 9784088601663（1988年12月）
  2. ISBN 9784088601755（1989年5月）
  3. ISBN 9784088602004（1990年3月）
  4. ISBN 9784088602219（1990年10月）
  5. ISBN 9784088602486（1991年8月）
  6. ISBN 9784088602677（1992年4月）
  7. ISBN 9784088602875（1993年1月）
  8. ISBN 9784088603155（1993年10月）
  9. ISBN 9784088603278（1994年2月）
  10. ISBN 9784088603476（1994年9月）
- ちびさん（FEEL YOUNG、祥伝社）全1巻
  1. ISBN 9784396761547（1996年8月）

### 単行本未収録作品

#### ぶ～け
- Monotone（1987年7月）[2]
- 人生笑えば楽しいさ
- 愛してる（1994年7月）[3]

#### コーラス
- ｢しりとりと私｣ （1992年2月）[4]
- 踊るくがっちゃん（1993年10月）[5]

#### きみとぼく
- ぺえ太とぺぺ郎（1994年12月～1995年1月）[6]
- 闘う！きみとぼく（1995年2月～3月・織田みどりとの共作）[7]
- ぺえ太とぺぺ郎2（1995年7月）[8]
- シュールな女ダリ子（1996年1月・しりあがり寿との共作）[9]